# Frígia

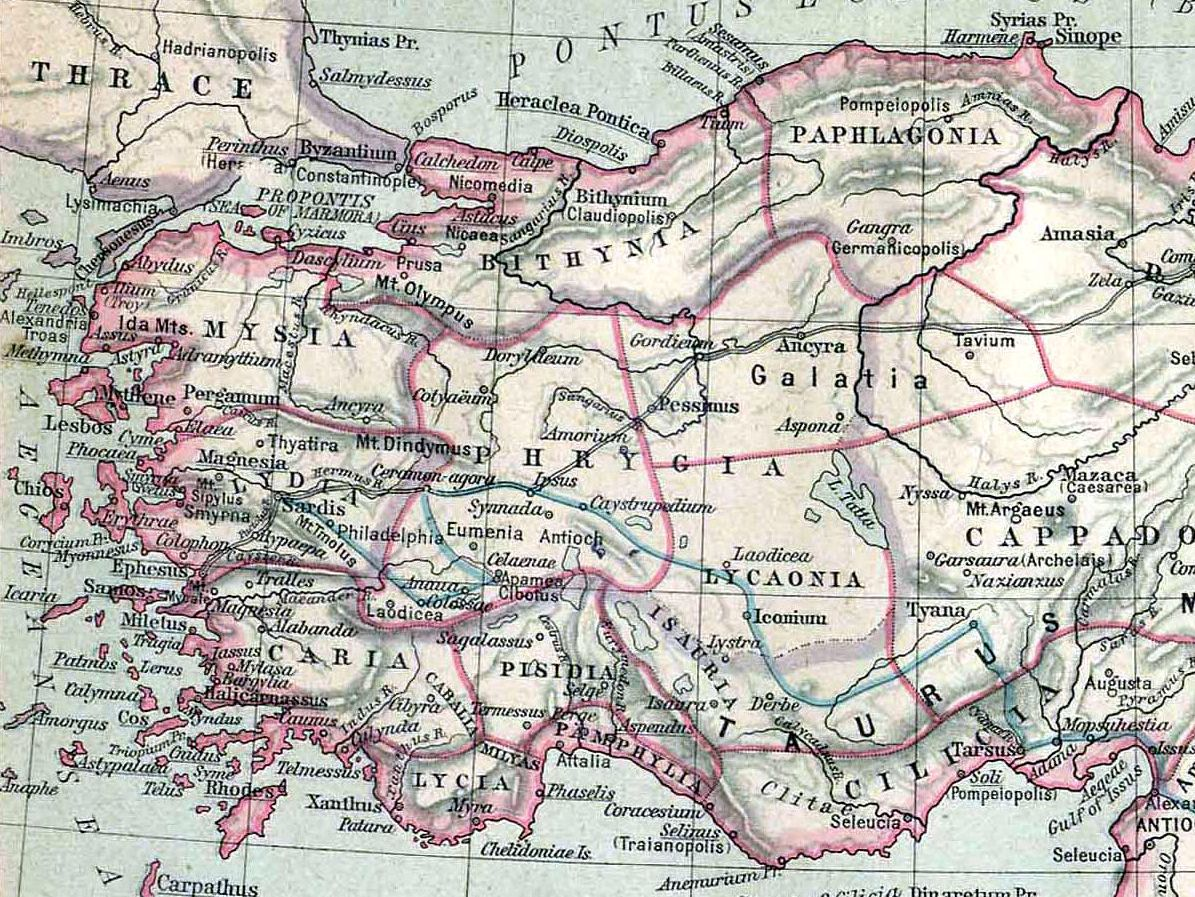
Frígia (Phrygia) num mapa de 1911

Frígia (em grego: Φρυγία; em latim: Phrygia; em turco:  Frigya) era a região centro-oeste na antiga Ásia Menor (Anatólia), na moderna Turquia, centrada no rio Sakarya (antigo rio Sangário ou Sangarios). Ali floresceu o Reino da Frígia, famoso por seus reis lendários que povoaram a era heróica da mitologia grega: Gordias, cujo nó górdio seria desatado por Alexandre, o Grande, Midas, que transformava em ouro tudo o que tocava, e Migdon, que lutou contra as amazonas. De acordo com a Ilíada, de Homero, os frígios eram grandes aliados dos troianos e participaram da Guerra de Troia contra os aqueus.
O poder frígio teve seu apogeu no século VIII a.C. durante o reinado do rei Midas histórico, que dominou a maior parte da Anatólia central e ocidental, disputando com a Assíria e Urartu pelo controle da Anatólia oriental. Este Midas, porém, foi também o último rei da Frígia independente antes do saque da capital, Górdio, pelos cimérios por volta de 695 a.C. A Frígia foi então anexada pelo ascendente Reino da Lídia e depois, sucessivamente, pelo Império Aquemênida, pelo Império Macedônico de Alexandre e seus sucessores, pelo Reino de Pérgamo, Roma e finalmente o Império Bizantino. Os frígios já haviam sido gradualmente assimilados por outras culturas no início da Idade Média e o nome "Frígia" caiu em desuso depois da conquista otomana da Anatólia.

## Frígios
Inscrições encontradas em Górdio deixam claro que os antigos frígios falavam uma língua indo-europeia com pelo menos uma parte de seu vocabulário similar ao do grego e era claramente diferente das demais línguas anatólicas faladas pela grande maioria dos vizinhos da Frígia. Um dos Hinos Homéricos descreve a língua frígia como não sendo compreensível para os troianos.
De acordo com uma antiga tradição entre os historiadores gregos, os frígios migraram para a Anatólia vindos dos Balcãs e Heródoto afirma que eles eram chamados de "bryges" quando ainda viviam ali. Ele e outros autores gregos também preservaram uma lenda sobre o rei Midas que o associa com a Macedônia (ou identifica-o como macedônio); Hérodo, por exemplo, afirma que um jardim de rosas selvagens na Macedônia tinha o nome de Midas. Os frígios também foram ligados pelos autores clássicos aos migdones, o nome de dois grupos distintos, um dos quais vivia no norte da Macedônia e outro, na Mísia. Os frígios também já foram identificados como sendo os bebryces, um povo que acredita-se ter guerreado contra a Mísia antes da Guerra de Troia sob a liderança de um rei chamado Migdon mais ou menos na mesma época que os frígios teriam tido um rei de mesmo nome. O historiador clássico Estrabão agrupa frígios, migdones, mísios, bebryces e bitínios num mesmo conjunto de povos que teria migrado dos Balcãs para a Anatólia.
Alguns estudiosos propõem que esta migração teria acontecido em tempos mais recentes do que sugerem as fontes clássicas e buscaram encaixar a chegada dos frígios com a narrativa da queda do Império Hitita e o colapso da Idade do Bronze. De acordo com esta "teoria da migração recente", os frígios teriam invadido imediatamente antes ou depois do colapso dos hititas no início do século XII a.C., preenchendo o vácuo político na região e podem ser um dos misteriosos "povos do mar" que os registros egípcios creditam como os responsáveis pela destruição dos hititas. A chamada "Cerâmica Arredondada"  ("Handmade Knobbed Ware" na literatura especializada) encontrada na Anatólia ocidental neste período tem sido sugerida como uma importante evidência desta invasão pelos defensores da teoria.
Porém, a maior parte dos estudiosos rejeita a "migração recente", preferindo o relato da Ilíada de que os frígios já estavam bem estabelecidos na região do rio Sakarya antes da Guerra de Troia e, portanto, estavam lá nos estágios finais do Império Hitita ou provavelmente antes. Estes estudiosos tentam buscar a origem dos frígios entre os muitos povos que habitavam a Anatólia ocidental e que estavam sujeitos ao domínio hitita. Esta interpretação também é apoiada pelas lendas gregas sobre a fundação da capital frígia, Górdio, por Gordias e de Ancira por Midas, o que sugere que ambas seriam muito antigas, anteriores à Guerra de Troia.
Até hoje, nenhuma teoria identificou de forma conclusiva qual dos muitos povos dominados pelos hititas seria o dos primeiros frígios. De acordo com a tradição clássica, popularizada pelo historiador judaico-romano Flávio Josefo, os frígios seriam o povo que vivia no país chamado Togarma pelos hebreus antigos, que, por sua vez, seria Tegarama dos textos hititas e Til-Garimmu dos registros assírios. Segundo Josefo, os gregos é que resolveram chamá-los de "frígios". Porém, a fonte grega citada por Josefo é desconhecida e é incerto se há qualquer base para esta identificação além da similaridade entre os nomes. Estudiosos dos hititas acreditam que Tegarama estava na Anatólia oriental - alguns o localizam em Gürün -, muito mais para o leste do que a Frígia.
Finalmente, Heródoto afirma que colonos frígios teriam fundado a Armênia, o que é provavelmente uma referência a um terceiro grupo chamado mygdones - o que provoca confusão - que vivia no norte da Mesopotâmia e que, aparentemente, eram aliados dos armênios. Xenofonte também os descreve assim em sua "Anabasis". Porém, pouco se sabe sobre estes migdones orientais e nenhuma evidência da língua frígia naquela região foi encontrada.
Há também alguns estudiosos que referem os musku, descendentes de Meseque filho de Noé, aos Frígios. O Rei Mita de Muski, mencionado pelo imperador assírio Sargão II, é relacionado por alguns peritos como sendo o Rei Midas, da Frígia, descrito na tradição grega como governando naquele mesmo período.

### Religião

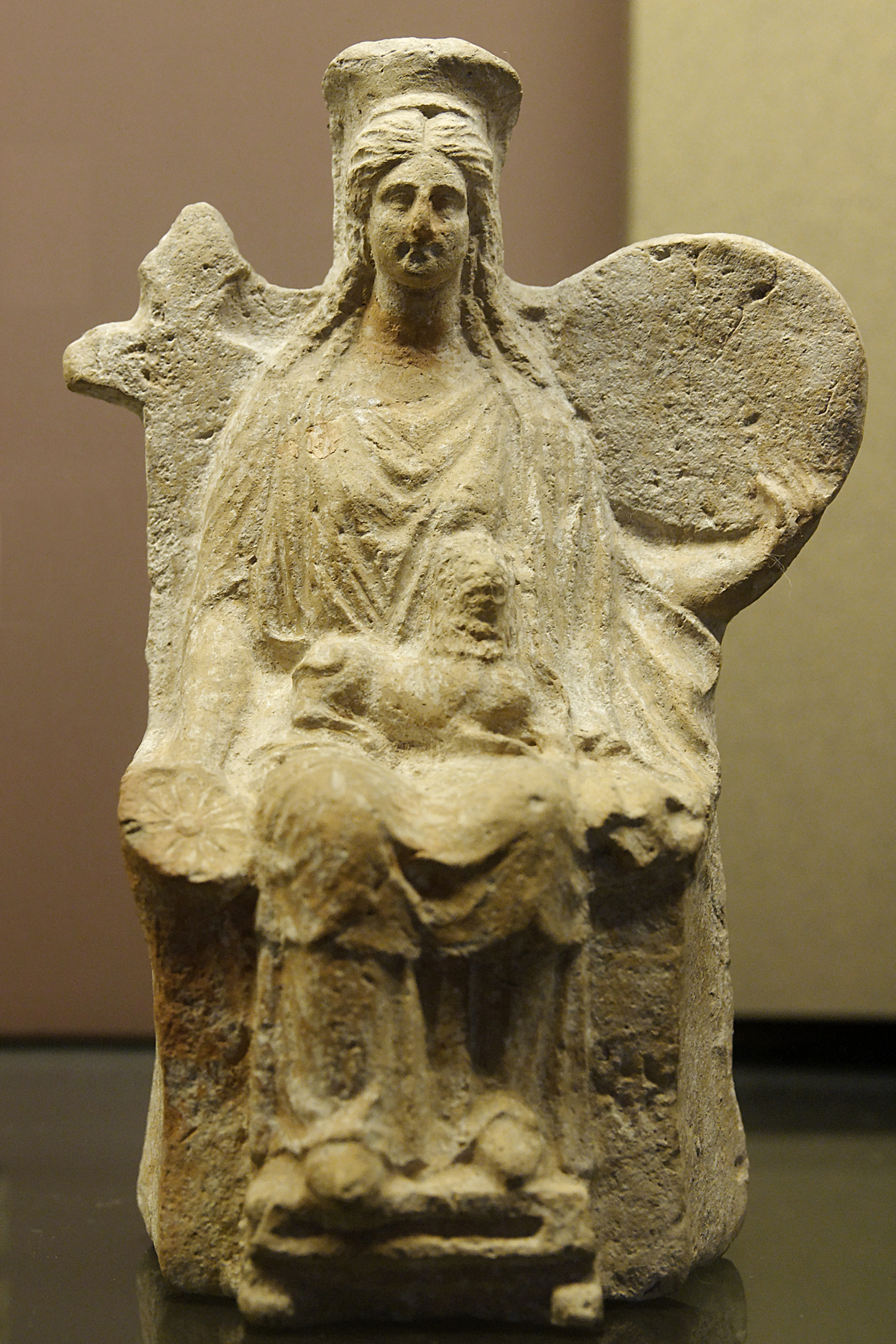
Cibele, a principal divindade frígia, com seus atributos tradicionais: o tympanon e o leão.

Era a "Grande Mãe", Cibele, como os gregos e romanos a chamavam, que era originalmente adorada nas montanhas da Frígia, onde ela era chamada de "Mãe [da] Montanha". Em sua típica representação frígia, ela veste um longo vestido cinturado, um polos (um chapéu cilíndrico alto) e um véu cobrindo o corpo todo. A versão posterior foi estabelecida por um pupilo do grande Fídias, Agorácrito, e tornou-se a imagem mais adotada pelos seguidores de Cibele, tanto na civilização egéia quanto na Roma Antiga. Nela, Cibele aparece sentada num trono com um das mãos repousadas sobre um leão e a outra segurando o tympanon, um tambor circular parecido com um tamborim.
Os frígios também veneravam Sabazios, o céu e o deus-pai que estava sempre a cavalo. Embora os gregos tenham associado Sabazios a Zeus, as principais representações dele, mesmo em Roma, mostram-no sempre como um deus cavaleiro. Seus conflitos com a deusa mãe local, cuja criatura era o touro lunar, podem ser resumidos pela forma como o cavalo de Sabazio aparece com o casco na cabeça de um touro num baixo-relevo romano preservado no Museum of Fine Arts em Boston.
As tradições mais antigas da música grega derivam da Frígia, transmitidas pelas colônias gregas na Anatólia, incluindo o modo frígio, que era considerado o modo guerreiro na antiga música grega. O mítico rei Midas, do "toque de ouro", recebeu sua educação musical do próprio Orfeu de acordo com as lendas. Outra invenção musical frígia foi o aulo, o instrumento feito com dois caniços parecidos com uma flauta de pã. Mársias, o sátiro que construiu pela primeira vez o instrumento utilizando a galhada oca de um veado, era um devoto frígio de Cibele. Ele estupidamente resolveu competir em habilidade musical com o olímpico Apolo e, como era de se esperar, perdeu. Apolo então esfolou-o e pendurou sua pele, provocativamente, na árvore que era sagrada para Cibele, um pinheiro.
A iconografia grega clássica identifica o troiano Páris como não-grego por causa de seu barrete frígio, que era usado também por Mitras e passou para o imaginário moderno como sendo o "barrete da liberdade" utilizado pelos revolucionários americanos e franceses.

## História

### Reino da Frígia

#### Passado mítico

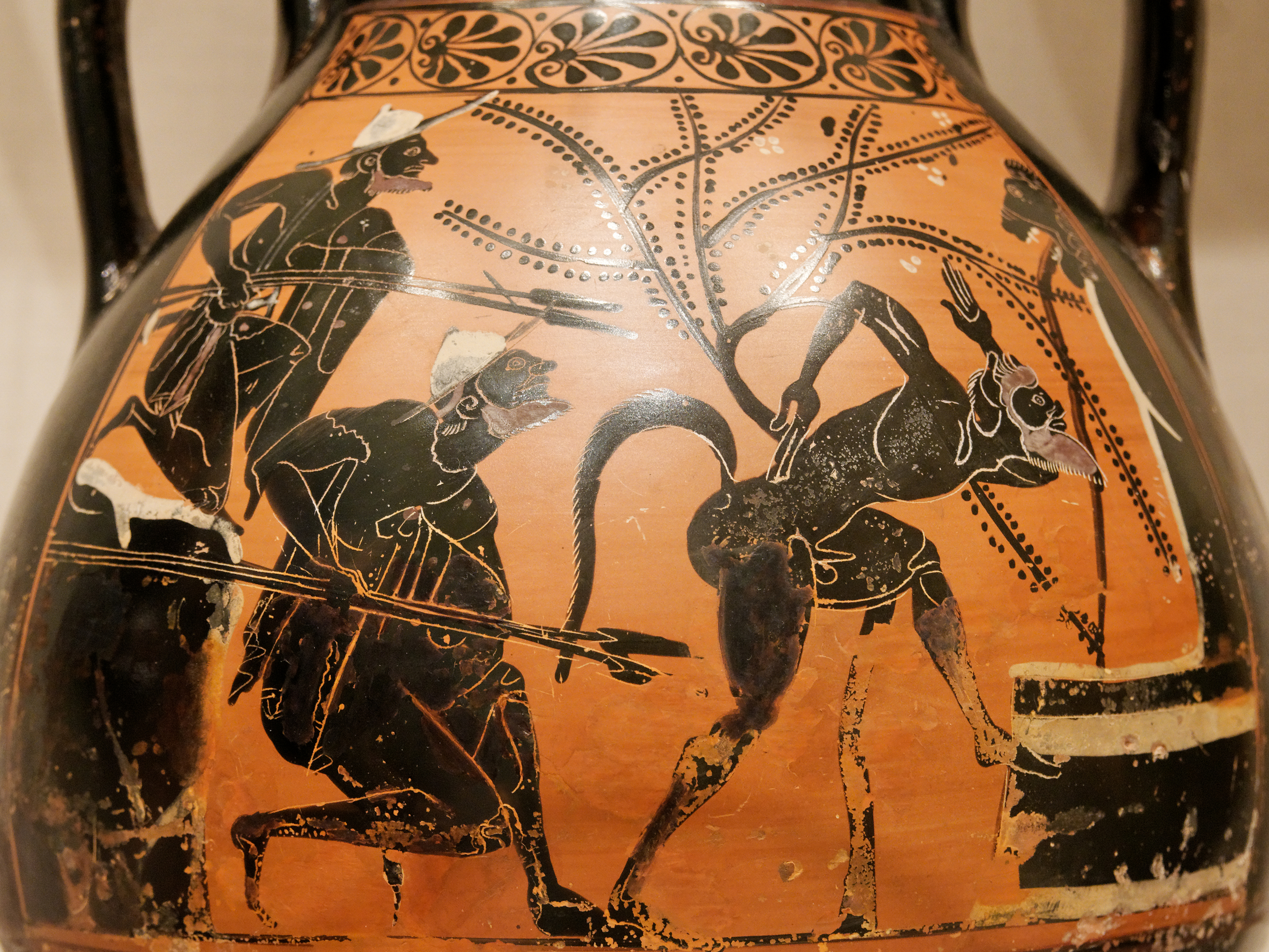
Rei Midas e dois soldados tentam emboscar o sátiro Sileno.
Ânfora em figuras negras, aprox.

O nome do mais antigo rei mítico conhecido da Frígia é Nannacus (ou Annacus). Ele morava em Icônio, a mais oriental das cidades frígias na época e, depois de sua morte, com 300 anos, uma grande inundação devastou a região, como havia sido previsto por um antigo oráculo. O próximo rei mencionado nas fontes clássicas sobreviventes é Manis ou Masdes. De acordo com Plutarco, "manico" era um adjetivo utilizado para descrever grandes coisas por causa deste rei. Depois, o Reino da Frígia parece ter se fragmentado entre vários reis. Um deles era Tântalo, que reinou sobre a região norte da Frígia, perto do monte Sípilo. Ele recebeu uma punição eterna no Tártaro por ter, como alegavam, matado seu filho Pélope como sacrifício aos olímpicos, uma referência à supressão dos sacrifícios humanos. Tântalo também foi falsamente acusado de roubar das loterias que ele mesmo havia inventado. Na era mítica antes da Guerra de Troia, durante um interregno, Gordias, um fazendeiro frígio, tornou-se rei, cumprindo outra profecia oracular: os frígios, sem rei, havia buscado a ajuda do oráculo de Sabazios em Telmissos, na parte da Frígia que depois seria incorporada pela Galácia, onde foram instruídos a aclamarem como rei o primeiro homem que chegasse ao templo de Sabazios numa carroça. Gordias chegou e depois dedicou ao deus a carroça de bois e a deixou amarrada ali com o famoso "nó górdio". Ele refundou uma capital em Górdio à beira de um antigo caminho que atravessava toda a Anatólia e que se tornaria, muito depois, a "Estrada Real" de Dario I, que seguia de Pessino até Ancira, não muito longe do rio Sangário, uma região que permaneceria como o centro da região da Frígia por toda a sua história e uma terra famosa por seus vinhos e seus "corajosos e habilidosos" cavaleiros.
O filho de Gordias (adotado em algumas versões) era Midas. Um grande número de mitos e lendas cercam este primeiro rei com este nome (houve vários), ligando-o com a lenda de Átis. Esta figura obscura resistiu em Pessino e tentou casar sua filha com o jovem Átis a despeito da oposição do amante dele, Agdestis, e da mãe dele, a deusa Cibele. Durante o casamento, Agdestis e (ou) Cibele apareceram e enlouqueceram todos os presentes na festa e Midas teria morrido no caos que se seguiu.
A tradição conta ainda que o famoso rei Midas teria se associado com Sileno, outros sátiros e com o próprio Dionísio, que concedeu-lhe o famoso "toque de Midas". Em uma versão da história, Midas viajou da Trácia acompanhado de um bando de frígios para a Ásia Menor para lavar-se do indesejado "toque dourado" nas águas do rio Pactolo. Depois de deixar o ouro nas areias do rio, ele se viu na Frígia, onde foi adotado pelo rei Gordias, que não tinha filhos, e colocado sob a proteção de Cibele.
Os frígios estavam também associados na mitologia grega com os dáctilos, deuses menores a quem se credita o domínio da fundição do ferro, que, na maioria das versões da lenda, viviam no monte Ida, na Frígia.

#### Guerra de Troia

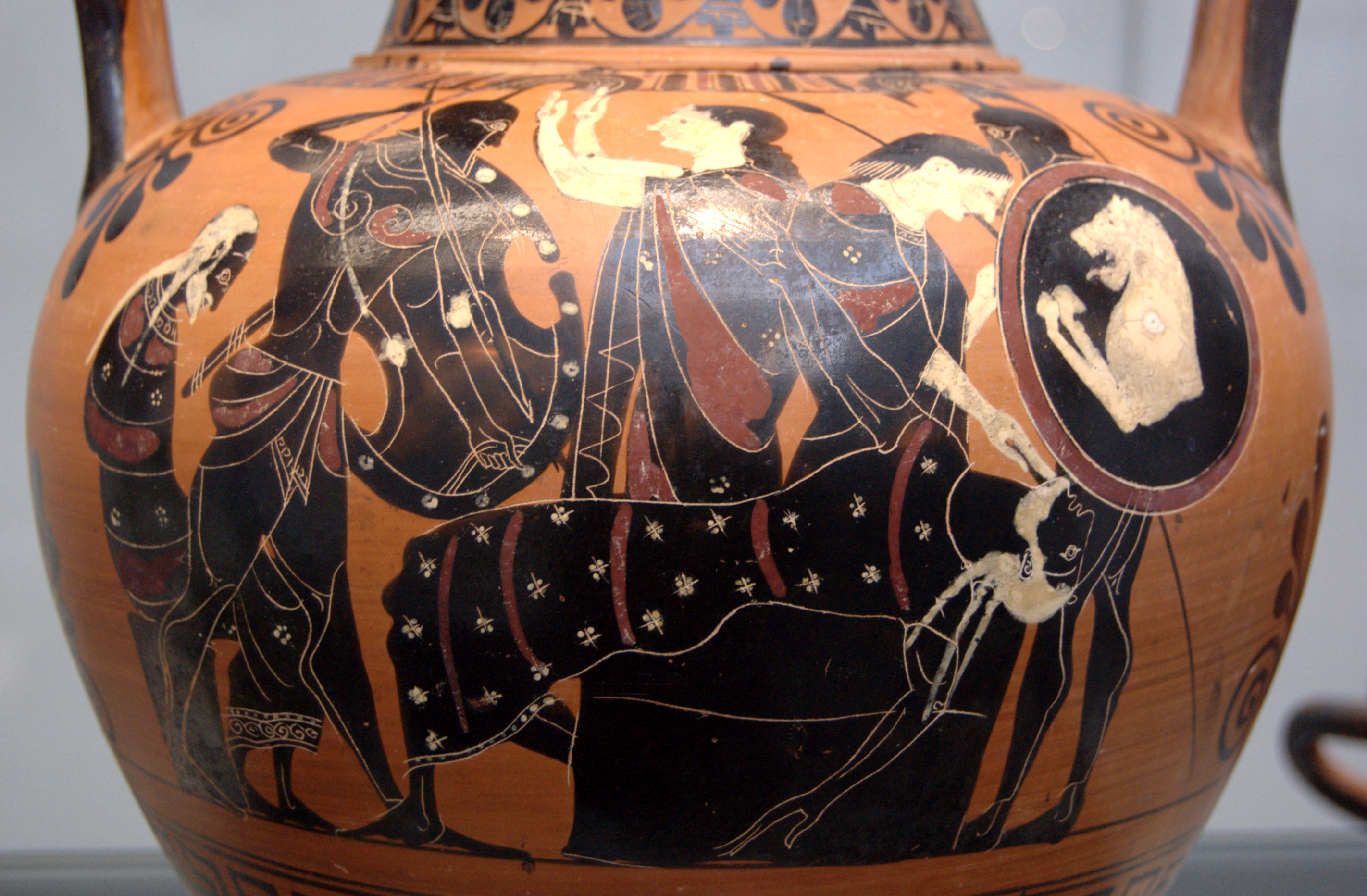
Neoptolemo mata o rei Príamo no altar de Zeus diante da esposa, Hécuba. Ela era uma princesa frígia, filha do rei Dimas. Segundo Quinto de Esmirna, ele mataria ainda dois netos dele.
Ânfora em figuras negras, aprox.

Antes da Guerra de Troia, um jovem rei, Príamo de Troia, marchou com um grande exército para a Frígia para apoiar os vizinhos em uma guerra contra as amazonas. Homero chama os frígios de "o povo de Otreu e do divino Migdon". De acordo com Eurípides, Quinto de Esmirna e outros, o filho deste Migdon, Coroebus, lutou e morreu na Guerra de Troia; ele teria pedido a mão da princesa troiana Cassandra em casamento. O nome "Otreus" pode ser um epônimo para Otroea, um local no lago Ascânia nas redondezas da futura Niceia e o "Mygdon" é certamente um epônimo para os mygdones, um povo que, segundo Estrabão, vivia no noroeste da Ásia Menor (Mísia) e que era, por vezes, considerado como sendo distinto dos frígios. Porém, Pausânias acreditava que o túmulo de Migdon estava em Stectorium, nas terras altas no sul da Frígia, perto da moderna Sandikli.
De acordo com a Bibliotheca, de Pseudo-Apolodoro, o herói grego Héracles assassinou um rei Migdon dos bebryces numa batalha no noroeste da Anatólia que, se for histórica, teria sido travada por volta de uma geração antes da Guerra de Troia. De acordo com o relato, durante uma viagem entre Minoa até o país das amazonas, Héracles parou na Mísia e os ajudou em sua guerra contra os bebryces. Alguns estudiosos sugerem que bebryces seriam os frígios e que o Migdon citado é o mesmo da Ilíada.
O rei Príamo casou-se com a princesa frígia Hécuba e era um grande aliado da Frígia, que o recompensou lutando "ardentemente" contra os gregos na Guerra de Troia. Hécuba era filha do rei Dimas, filho de Ioneu (Eioneus), filho de Proteu. Além do já citado Ásio, irmão de Hécuba, Quinto de Esmirna menciona dois netos de Dimas que também morreram na Guerra de Troia, estes pelas mãos de Neoptolemo. Teleutas, pai da donzela Tecmessa, é mencionado como sendo um outro rei mítico da Frígia.
O contingente frígio chegou para ajudar Troia partindo do lago Ascânia, no noroeste da Anatólia, e era liderado por Phorcys e Ascânio, ambos filhos de Aretaon.

#### Apogeu e destruição

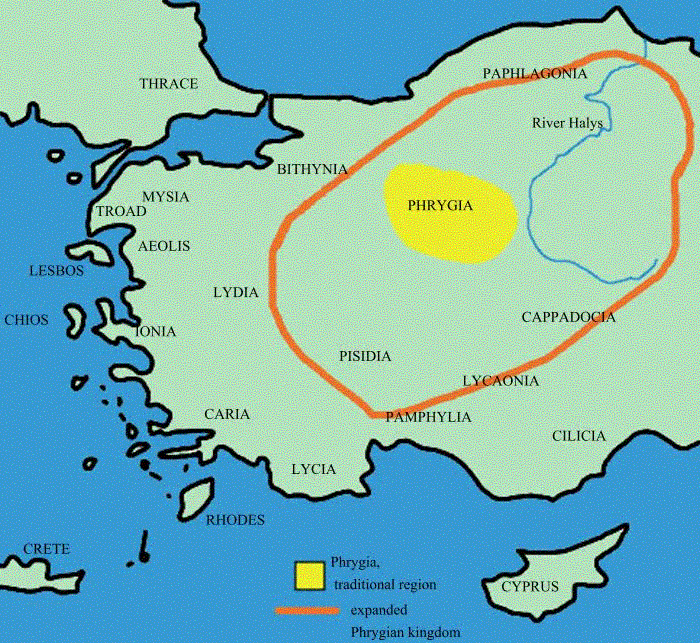
Território original (em amarelo) e extensão máxima (linha laranja) do Reino da Frígia (século VIII a.C.)

No século VIII a.C., o Reino da Frígia, com sua capital em Górdio, no vale do alto Sangário, se expandiu e formou um império que dominou a maior parte da Anatólia central e ocidental, invadindo o território do Império Assírio para o sudeste e do reino de Urartu para o nordeste.
De acordo com Estrabão Eusébio e Júlio Africano, o rei da Frígia nesta época era um outro Midas. Acredita-se que este Midas histórico seja o Mita citado nos registros assírios da época e identificado como sendo rei dos mushki. Estudiosos propõem que este seria o nome dado pelos assírios aos frígios, pois ambos os povos estavam, na época, em campanha contra a Assíria. Acredita-se que este Midas teria reinado durante o apogeu do poder frígio, por volta de 720 a.C. até cerca de 695 a.C. (Eusébio) ou 676 a.C. (Africano). Uma inscrição assíria mencionando Mita, datada de 709 a.C., durante o reinado de Sargão II da Assíria, sugere que a Frígia e a Assíria haviam firmado uma trégua na época. Midas parece ter tido boas relações e fortes laços comerciais com os gregos e teria, supostamente, se casado com uma princesa grega.
O alfabeto frígio se desenvolveu e floresceu em Górdio nesta época, tendo como base um alfabeto derivado dos fenícios similar ao grego. Uma cultura cerâmica distinta dos frígios, chamada "Cerâmica Polida" ("Polished Ware") aparece neste período.
Porém, o Reino da Frígia foi finalmente sobrepujado pelos cimérios e Górdio foi saqueada e destruída. De acordo com Estrabão e outros, Midas se matou tomando sangue de touro.
Uma série de escavações arqueológicas revelou a importância de Górdio entre os sítios antigos turcos. Elas confirmam o fim violento da cidade por volta de 675 a.C.

### Província do Reino da Lídia
Depois de destruírem Górdio, os cimérios permaneceram na Anatólia ocidental e lutaram contra o Reino da Lídia, que finalmente conseguiu expulsá-los por volta de 620 a.C., incorporando a Frígia, que tornou-se então uma província na fronteira oriental do império. O sítio de Górdio revela um considerável programa de obras durante o século VI a.C., já no período lídio, incluindo o do proverbialmente rico rei Creso. Os territórios orientais da Frígia foram conquistados pela Assíria e, depois, pelo Império Medo.
É possível que haja uma disputa com a Lídia e, talvez, uma referência velada a reféns da casa real implícita na lenda do duplamente azarado príncipe frígio Adrasto, que matou acidentalmente seu irmão e seu exilou na Lídia, onde o rei Creso o recebeu. Uma vez mais, Adrasto matou por acidente, desta vez o filho de Creso, e acabou cometendo suicídio.

### Satrapia persa
Em algum momento na década de 540 a.C., a Frígia foi conquistada pelo Império Aquemênida depois que Ciro conquistou a Lídia. Quando Dario I tornou-se imperador em 521 a.C., ele refez a antiga rota comercial e rebatizou-a de Estrada Real. Além disso, ele promoveu uma reforma administrativa que incluía a criação das satrapias (unidades administrativas governadas por um sátrapa). A satrapia da Frígia estava localizada entre a Mísia a oeste e o rio Hális (Kızıl) a leste, ao norte da Lídia. Sua capital era Dascylium (moderna Ergili).

### Alexandre, o Grande, e seus sucessores
Alexandre, o Grande, passou por Górdio em 333 a.C., onde protagonizou o famoso episódio no qual ele cortou o nó górdio no templo de Sabazios (que os gregos identificaram com Zeus). De acordo com a lenda, possivelmente inventada pelos propagandistas de Alexandre, quem quer que desfizesse o tal nó seria o "senhor da Ásia".

Mapa da Anatólia c. 740. A Frígia estava dividida entre os temas Anatólico e Opsiciano

No confuso período que se seguiu à morte de Alexandre em 323 a.C., o norte da frígia foi invadida por gauleses e tornar-se ia a futura região da Galácia. Górdio foi capturada e destruída uma vez mais, desta vez desaparecendo da história. Em 188 a.C., a região sul passou para o controle dos atálidas do Reino de Pérgamo, um presente da República Romana depois de a receberem pelos termos da Paz de Apameia com o Império Selêucida, que, por sua vez, havia recebido a região depois das Guerras dos Diádocos. A língua frígia ainda sobrevivia nesta época, mas agora escrita com o alfabeto grego.

### Período romano e bizantino
Em 133 a.C., o que restava da Frígia passou para o controle de Roma. Por fins administrativos, os romanos mantiveram a Frígia dividida, anexando a parte norte à Galácia e a ocidental, à Ásia. Durante as reformas de Diocleciano, em 293 d.C., a Frígia foi dividida em duas, a Frígia Salutar e a Frígia Pacaciana, ambas subordinadas à Diocese da Ásia, que era parte da Prefeitura pretoriana do Oriente.
Elas sobreviveram até o final do século VII, quando todas as províncias foram abolidas com a adoção do sistema temático. A região da Frígia passou para o controle dos temas Anatólico e Opsiciano nesta época. A região foi conquistada pelos turcos seljúcidas depois da desastrosa Batalha de Manzicerta em 1071 e os bizantinos foram finalmente expulsos dali no século XIII. Apesar disso, o nome "Frígia" ainda permaneceu em uso até o colapso final do Império Bizantino em 1453.
As últimas menções à língua frígia datam do século V e é possível que ela já fosse uma língua extinta no século VII.
A Frígia é mencionada também nos Atos dos Apóstolos como um dos lugares visitados por Paulo de Tarso e Silas na segunda viagem missionária de Paulo (Atos 16:6).

## Galeria

Frígia
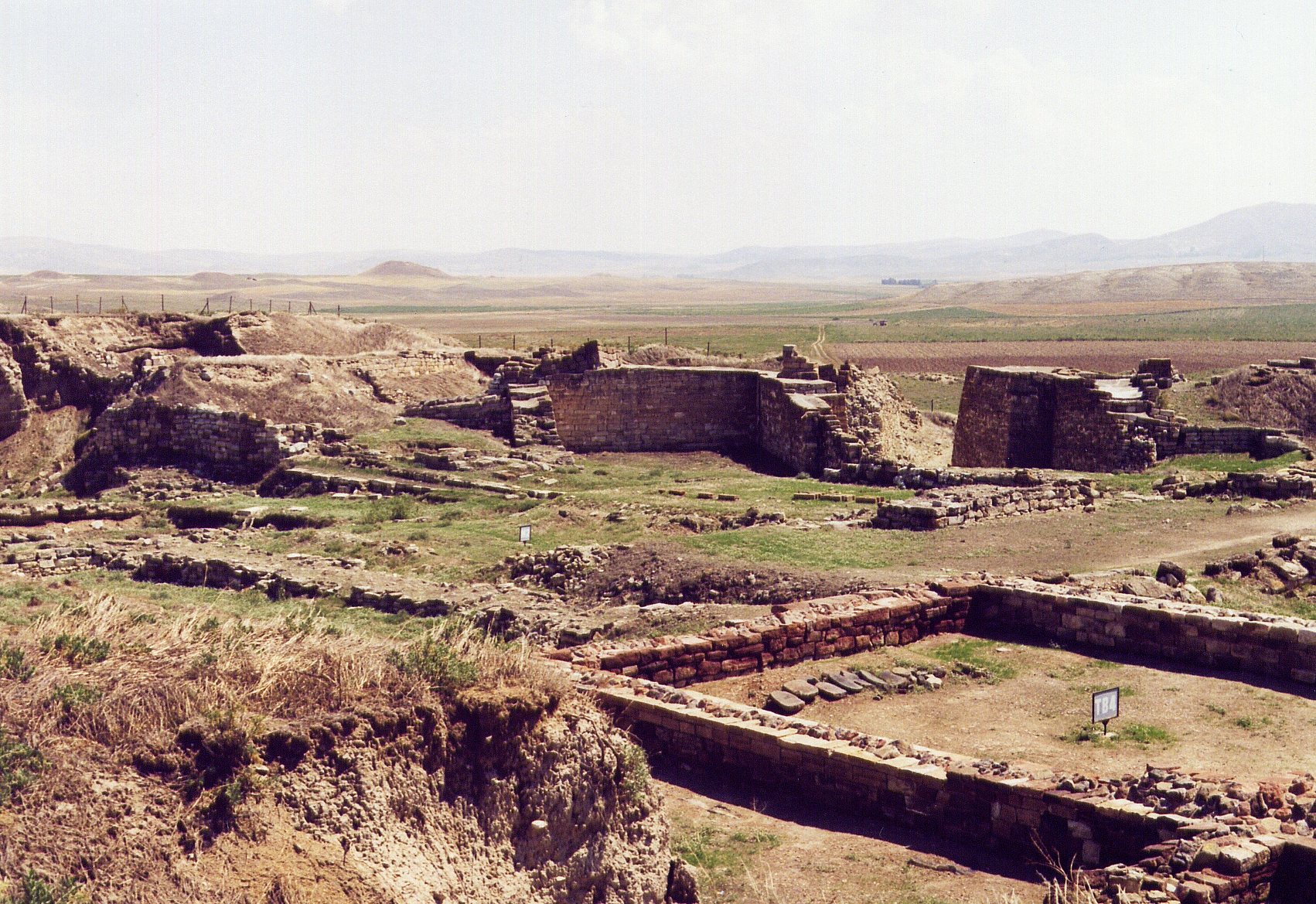
Acrópole de Górdio, a capital frígia destruída pelos cimérios e pelos gálatas.
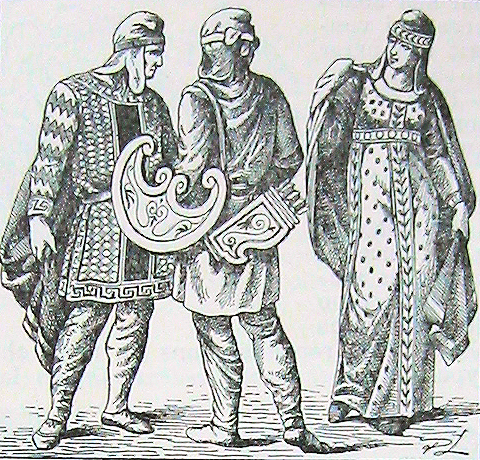
Roupas frígias.
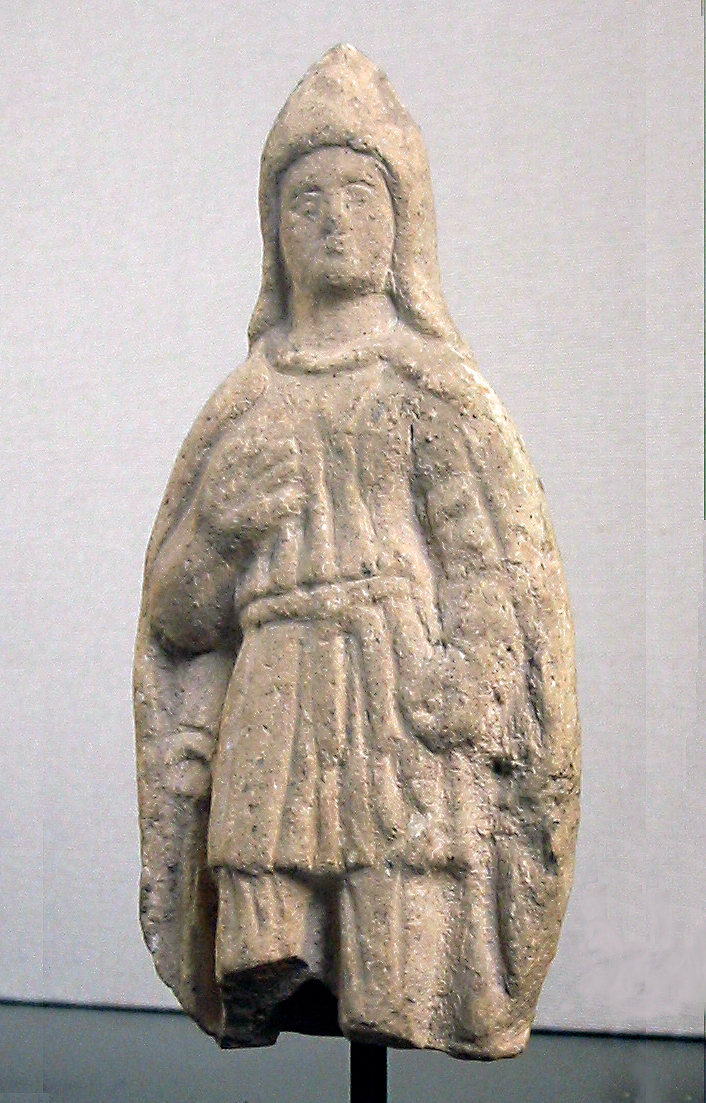
Homem em roupa frígia, período helenístico (século III – I a.C.), Chipre.
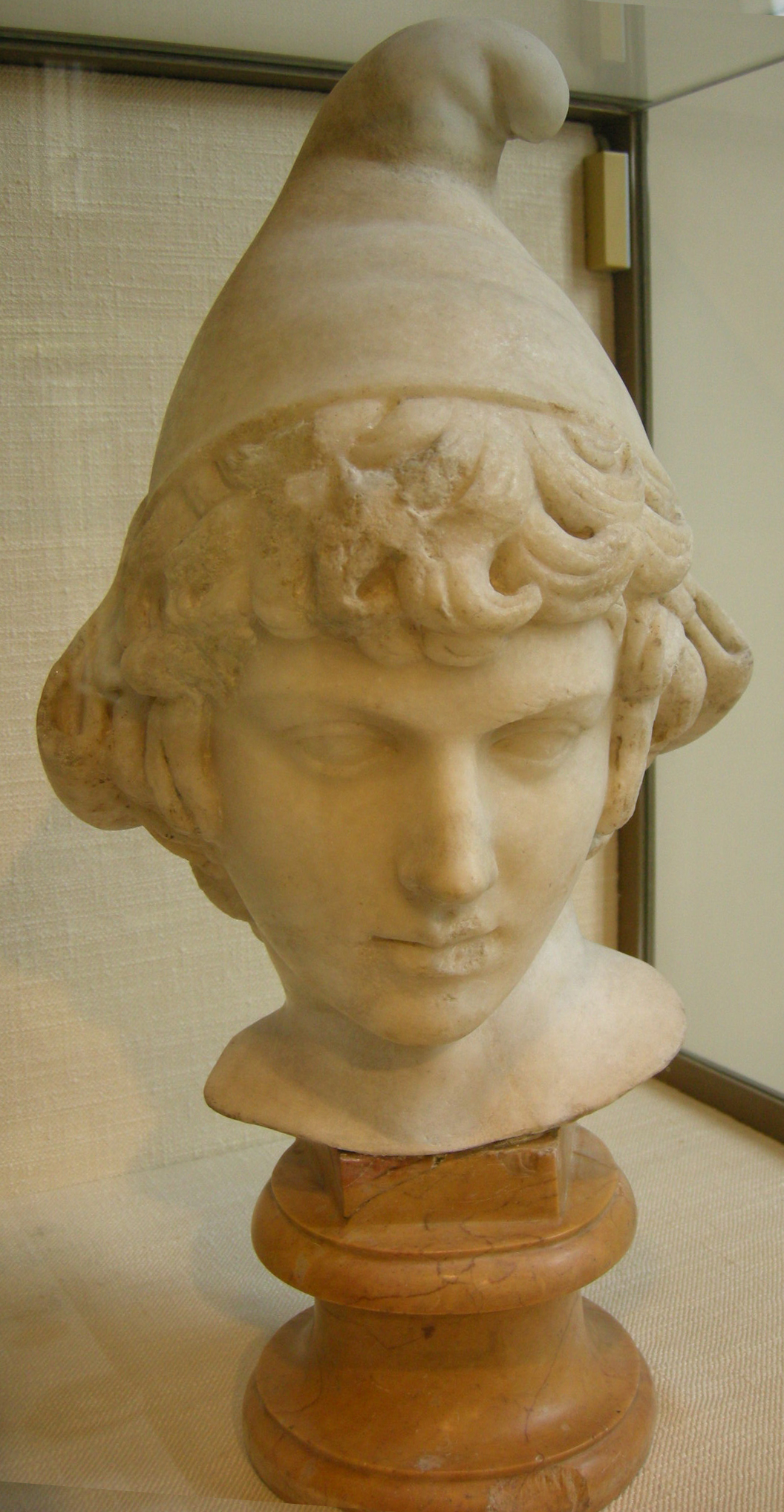
Busto de Átis usando o barrete frígio, que tornou-se um "símbolo da liberdade" e é utilizado em vários brasões atualmente (vide ao lado).
Brasão da cidade do Rio de Janeiro, com o barrete frígio (mais exemplos)